# Газопереробний завод Бу-Аттіфель
Газопереробний завод Бу-Аттіфель – складова інфраструктури лівійського нафтового родовища Бу-Аттіфель (Абу-Аттіфель).
В межах розробки групи нафтових родовищ Інтісар на двох з них використали метод підтримки пластового тиску шляхом нагнітання попутного газу в газову шапку, для чого використовували не лише власний ресурс, а й постачений з інших родовищ по трубопровідній системі Бу-Аттіфель/Фарег/Джахіра – Інтісар. При цьому на Бу-Аттіфель продовжували спалювати великі обсяги попутного газу низького тиску, для уникнення чого в 1993-му запустили газопереробний завод, який міг приймати щодоби 11 млн м3 газу, з якого вилучали фракцію С3+ та конденсат.
Відносно потужності заводу можливо відзначити, що в 2014-му повідомлялось про очікування отримувати щодоби до 5000 барелів зріджених вуглеводневих газів (фракції С3+) при видобутку нафти на рівні 52 тисячі барелів. Що стосується конденсату, то проектна потужність ГПЗ Бу-Аттіфель складала 3500 барелів на добу (при цьому ще до появи ГПЗ на Бу-Аттіфель діяла установка підготовки газу, яка також продукувала конденсат). 
Для видачі суміші гомологів метану (С3+, конденсат) з ГПЗ Бу-Аттіфель проклали спеціалізований трубопровід  Бу-Аттіфель – Інтісар. 
Ще в 2009-му році оголосили тендер з метою заміни обладнання заводу, яке вже перебувало у незадовільному стані. В 2010-х роках до цього додались значно серйозніше проблеми, пов’язані з громадянською війною та нестабільністю. Як наслідок, ГПЗ Бу-Аттіфель міг простоювати роками, хоча наприкінці 2017-го його все-таки змогли знову ввести в експлуатацію.